# Cianosi

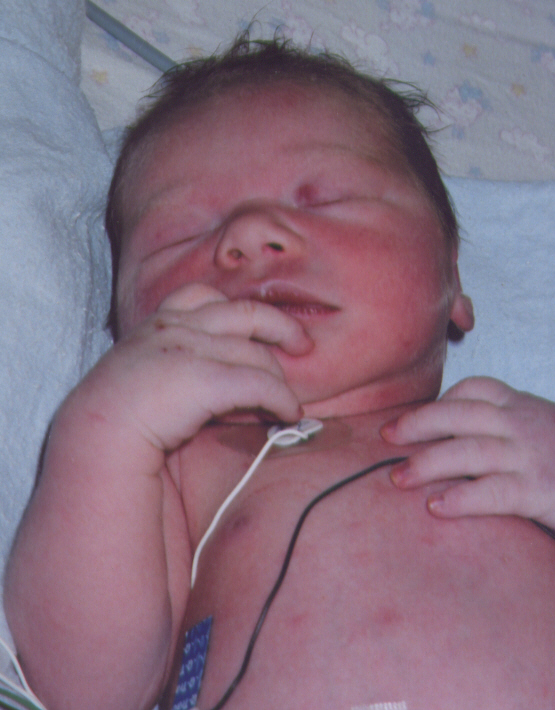
Nadó amb cianosi (síndrome del nadó blau)

La cianosi, del grec: κυάνωσις, (kyanous), que significa "blau", és la coloració blavosa de la pell, mucoses i llits de les ungles, usualment deguda a la presència de concentracions iguals o superiors a 5 g/dL d'hemoglobina sense oxigen en els vasos sanguinis prop de la superfície de la pell, o de pigments hemoglobínics anòmals (metahemoglobina o sulfohemoglobina) als glòbuls vermells.
La cianosi aguda pot ser el resultat de l'asfíxia o un xoc, i és un signe segur que la respiració està bloquejada.

## Principi
Malgrat que la sang humana sempre té una coloració vermellosa (excepte en rars casos de malalties relacionades amb l'hemoglobina), les propietats òptiques de la pell distorsionen el color vermell fosc de la sang no oxigenada perquè sembli blavosa.

## Tipus
La cianosi es divideix en dos tipus principals: la central (al voltant del cor i els llavis) i la perifèrica (només afecta les extremitats). La cianosi pot ocórrer als dits incloent les ungles.